# Gouvernement du Sénégal
Le Gouvernement du Sénégal est l'organe principal détenteur du pouvoir exécutif dans la politique du pays. Il est dirigé par le Premier ministre, nommé par le président de la République.

## Composition
Le 5 avril 2024, un nouveau gouvernement est nommé en remplacement du gouvernement Kaba.